# Caleta Jumbo
La caleta Jumbo es una caleta interior de la bahía Artuso de la isla San Pedro del archipiélago de las Georgias del Sur. Se ubica en la costa norte-central de la isla, entre la bahía Stromness y la bahía Grande (o bahía Cumberland Oeste).
Esta caleta se encuentra más precisamente a 1 km al sudeste de la punta Busen y al noroeste de la punta Larsen.